# Klášter Zlatá Koruna
Klášter Zlatá Koruna se nachází asi 8 km od Českého Krumlova v katastru obce Zlatá Koruna. Budovy kláštera jsou z velké části středověké (kostel, ambit, kapitulní síň, kaple Andělů Strážných, opatství), částečně barokně upravené. V historické části obce jsou zachovány další gotické budovy včetně laického kostela sv. Markéty a zbytků opevnění. Klášter ve správě Národního památkového ústavu je přístupný veřejnosti. Je chráněn jako národní kulturní památka České republiky.

## Dějiny kláštera

### Založení kláštera

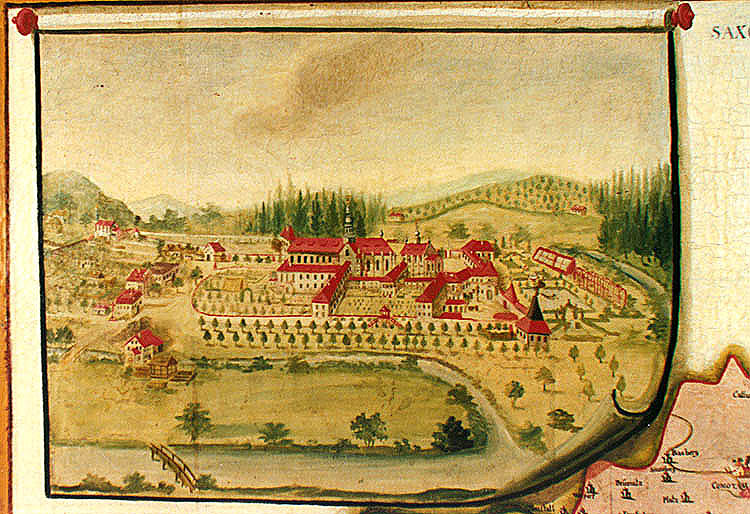
Historický obraz kláštera z druhé poloviny 18. století.

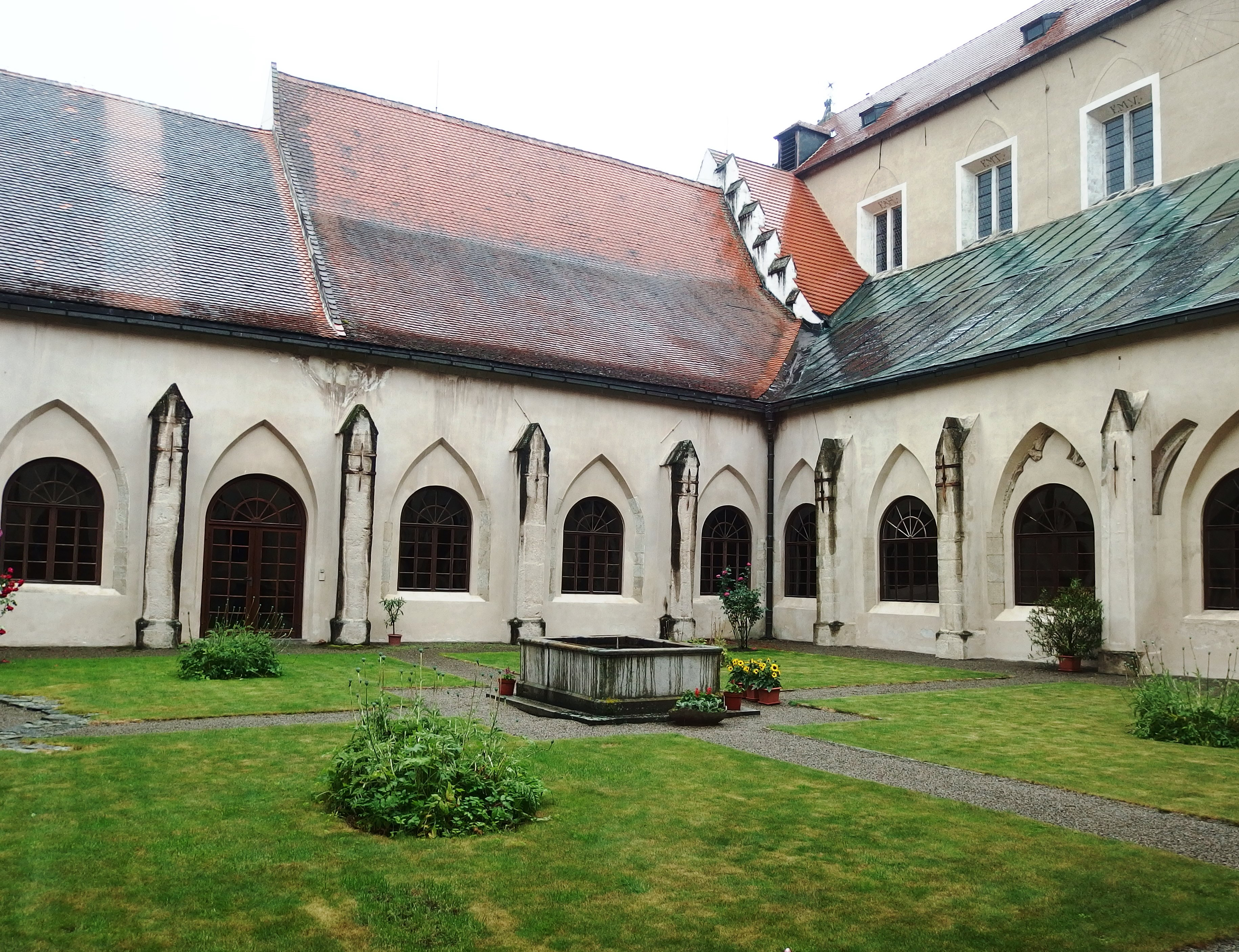
Rajský dvůr

Cisterciácký klášter byl založen roku 1263 českým králem Přemyslem Otakarem II. Původně se klášter jmenoval Svatá Koruna (lat. Sancta Corona, německy Heiligenkron) podle relikvie trnu z Kristovy koruny, kterou Přemysl Otakar II. obdržel nepřímo od francouzského krále Ludvíka IX. Svatého. Zprávu o darování má cisterciácký kronikář Jan z Viktringu. Kristovu korunu získal Ludvík IX. od konstantinopolského císaře Balduina II. (1239). Postavil pro ni kapli Sainte-Chapelle (1248). Koruna se stala symbolem jeho vlády i „dárkem“ pro významné osoby a instituce. Zůstává otázkou, jak se relikvie dostala k českému králi. V úvahu připadají dvě možnosti: buď přes Richarda Cornwallského – římského krále, který byl švagrem Ludvíka IX. Svatého a od roku 1262 ve spojení s českým králem, nebo skrze generální kapitulu cisterciáckého řádu.
Zlatá Koruna byla druhou zeměpanskou fundací cisterciáckého kláštera (první Plasy roku 1144). Už roku 1259 byla odeslána žádost na generální kapitulu cisterciáckého řádu s žádosti o založení řádového domu. Z Baumgartenbergu a Wilheringu byli vysláni opati, aby posoudili situaci a vyjádřili případný souhlas či nesouhlas se záměrem českého krále. Založení proběhlo až roku 1263 zřejmě z důvodu války s Uhrami (1260 – bitva u Kressenbrunnu). Vítězství v uherské válce mohlo být jednou z motivací k založení kláštera. Dalším důležitým, ne-li nejdůležitějším důvodem, bylo posílení královského vlivu v jižních Čechách a utužení vazeb v rámci česko-rakouské unie. Přemysl Otakar II. chtěl zabránit, aby královský majetek byl úplně rozchvácen Vítkovci, a proto předal klášteru Boleticko a Netolicko (pouze část s kastelánií) s 880 km2 lesa. Přemysl Otakar II. se považoval za dědice babenberských práv k rakouským zemím, proto za mateřský klášter nové fundace zvolil klášter v Heiligenkreuzu.

### Příchod prvních mnichů

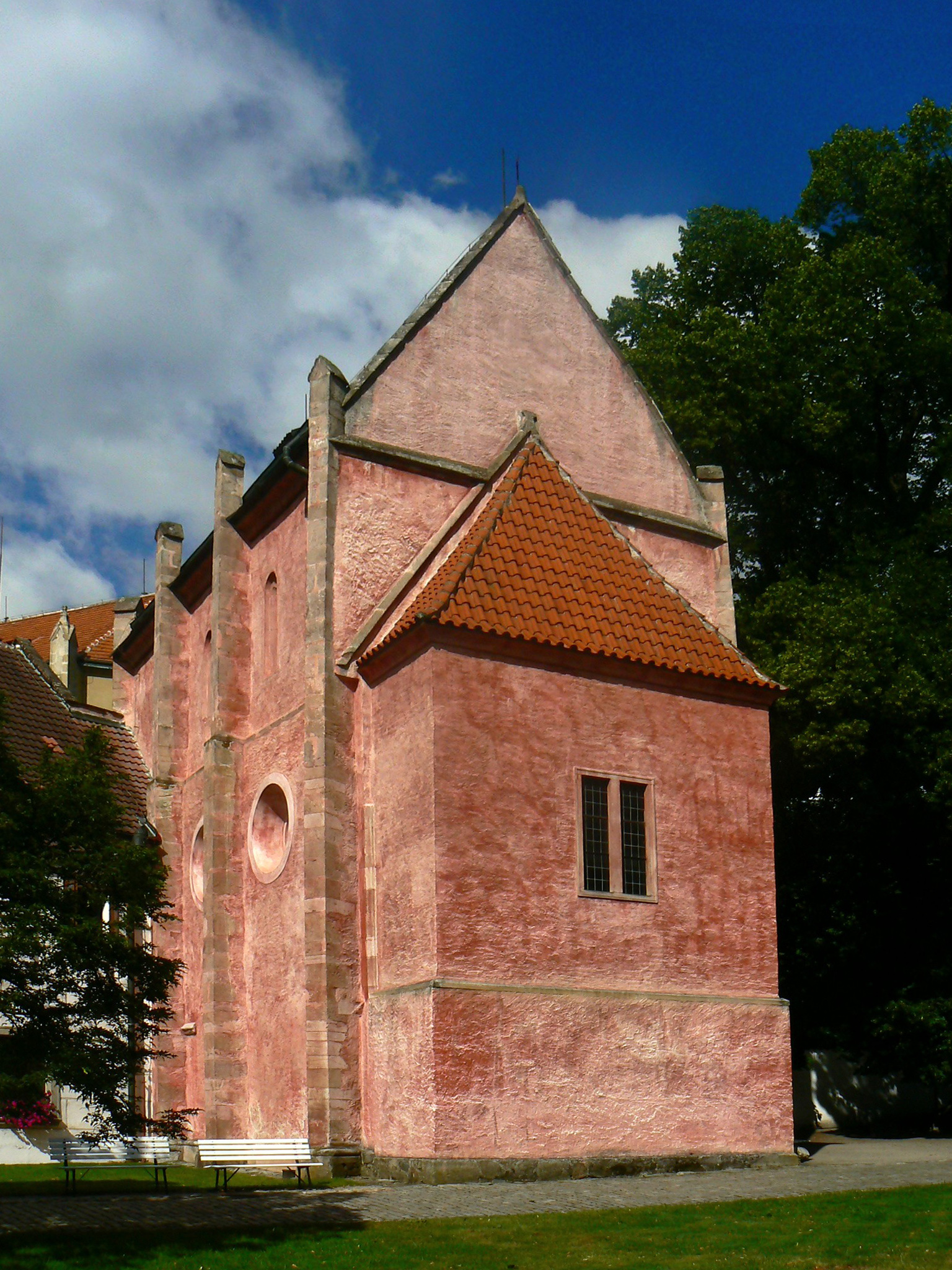
Kaple Andělů strážných

Dne 6. dubna 1263 opustili klášter Heiligenkreuz mniši s bývalým (do roku 1259) opatem Jindřichem. Do Zlaté Koruny přišli v polovině dubna. Jak vypadalo místo při jejich příchodu, není známo. Nejstarší dochovanou stavbou je pravděpodobně dvoupodlažní kaple Andělů strážných (1270), u níž se uvažuje o stejné funkci jako měla Sainte-Chapelle v Paříži, tedy že mohla sloužit k uchování trnu z Kristovy Trnové koruny, jejž Přemysl Otakar II. věnoval klášteru. Také bývá srovnávána s Královskou kaplí v Plasích, rovněž mohla sloužit jako špitální kaple.

### Další dějiny kláštera

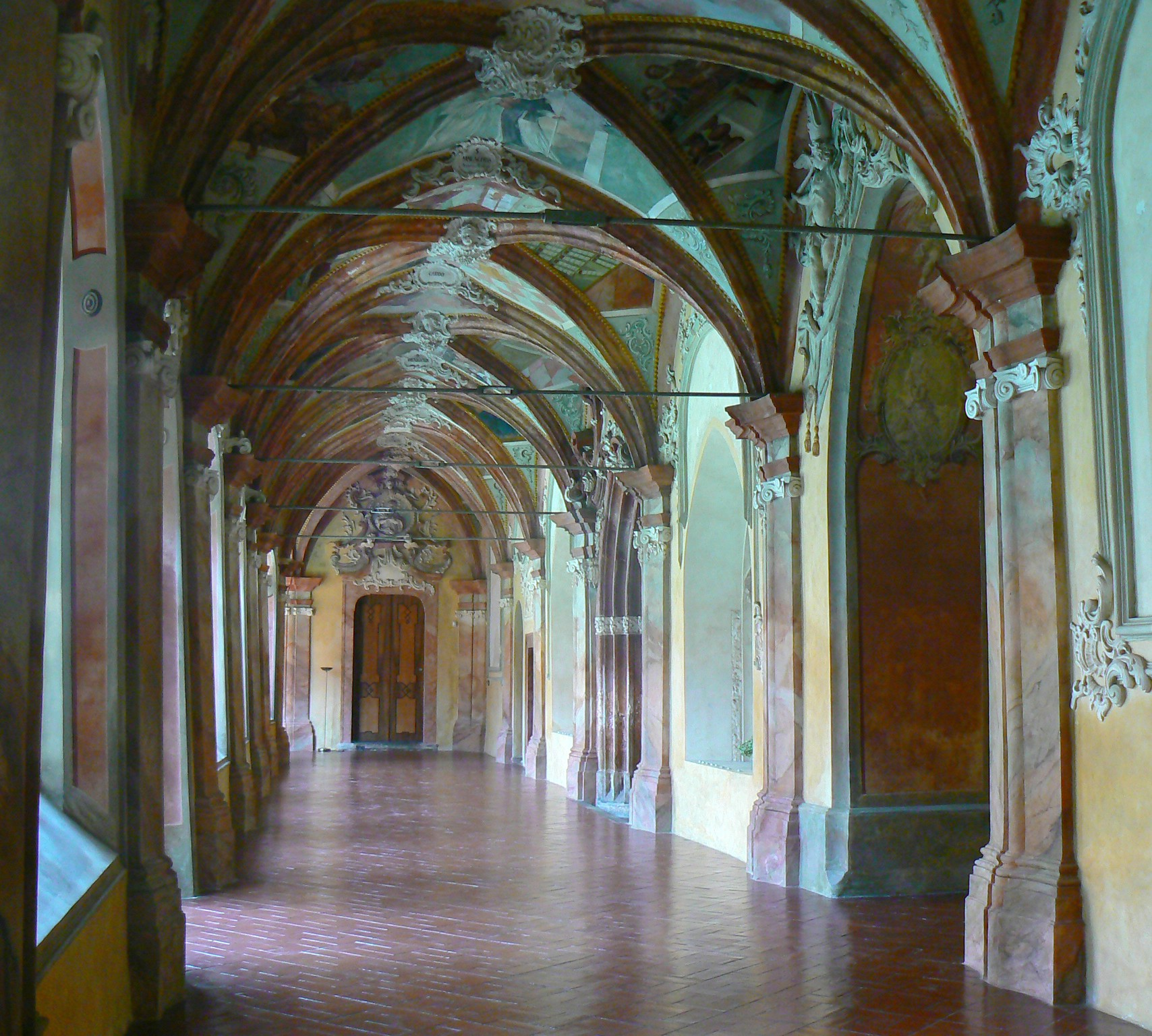
Křížová chodba padající doleva

Po roce 1276 byl klášterní areál zničen Vítkovci. Statuta generální kapituly hovoří o zničeném místě (locum destructum). Panovník chtěl přenést ústav do bezpečnějšího místa, zemřel však dříve, než mohl záměr uskutečnit. Klášter byl obnoven (1291) až za vlády Václava II., kdy přišli mniši z Plas, aby obnovili duchovní život. Obnovený konvent obdržel darované statky od pánů z Bavorova a z Michalovic. Později klášter začal rozvíjet kolonizační aktivitu (např. 50 nových vsí na Boleticku), která v českém cisterciáckém prostředí nemá obdoby.
Roku 1354 klášter vyhořel. Pracoval zde kameník Michael Parléř. Ve 14. století převládaly spory o hranice klášterního panství s majiteli vitějovického panství (Verner, Racek, Přibík), s vyšebrodským klášterem a zejména s vyšehradskou kapitulou (v letech 1360 až 1396 o oblast Prachaticka). Většina sporů byla rozsouzena ve prospěch zlatokorunských cisterciáků. Na přelomu 14. a 15. století došlo k prudkému zhoršení hospodářské situace. Cenné věci byly odeslány do premonstrátského kláštera v Rakousku (Schlägl, česky Drkolná). Část pokladu s archivem byla tehdy uložena v Českém Krumlově.
Roku 1420 byl klášter dvakrát přepaden a vypálen husitskými vojsky (jednou pod vedením Jana Žižky), mezi nimiž byli poddaní kláštera. Později klášterní zboží obsadil Oldřich II. z Rožmberka jako zástavu od krále Zikmunda Lucemburského. Rožmberk se už pak tohoto majetku nevzdal, ale připojil ho ke krumlovskému panství. Řešil to ještě Vladislav II. Jagellonský roku 1493. V roce 1601 prodal Petr Vok z Rožmberka krumlovské statky (spolu se zlatokorunským) císaři Rudolfu II. a roku 1622 Ferdinand II. věnoval zboží Janu Oldřichovi z Eggenberku. Majetky se klášteru nevrátily ani za Schwarzenberků (od roku 1719).

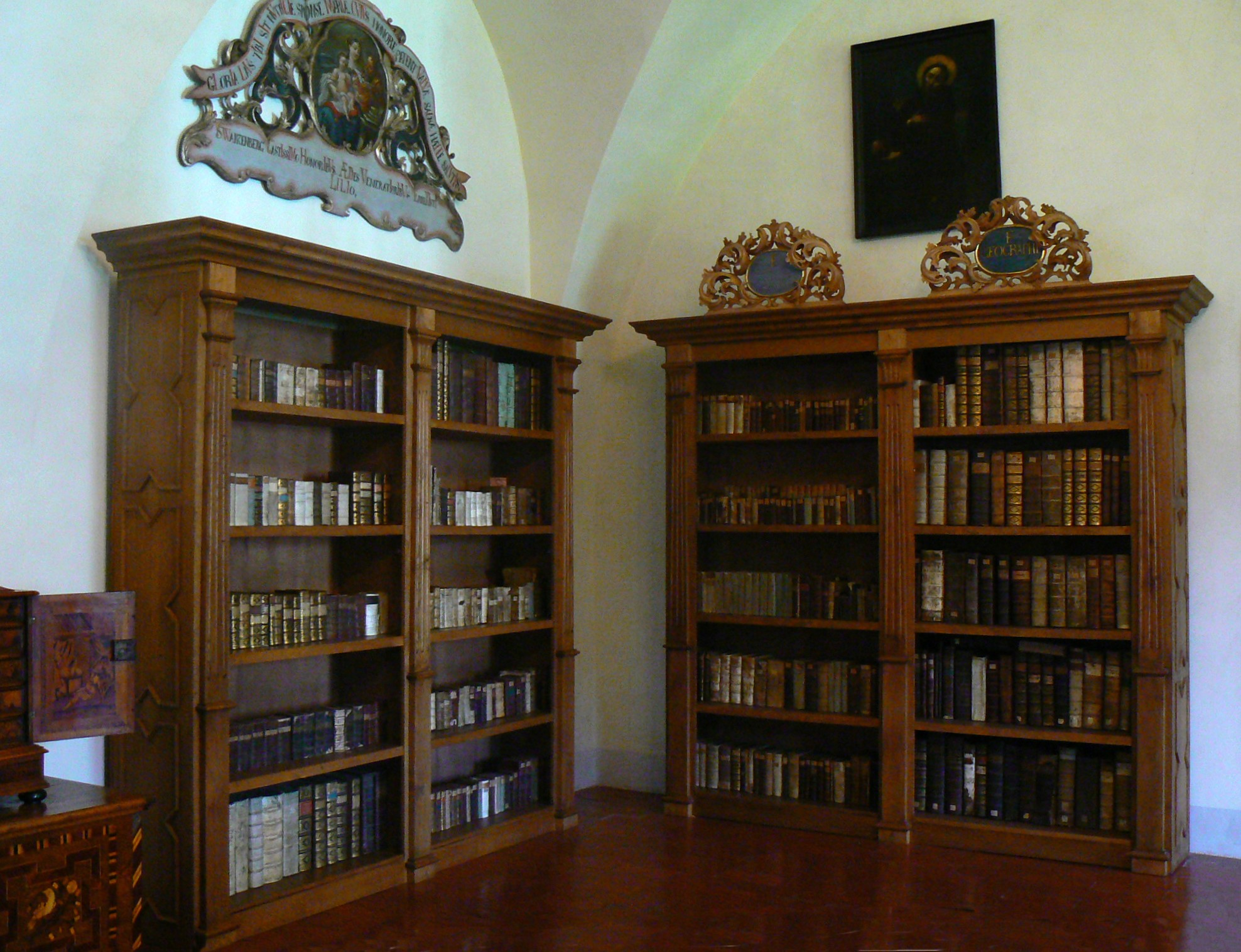
Knihovna

Ve 2. polovině 16. století byl postaven malý konvent s refektářem a opraveno opatství. Roku 1665 byla dokončena barokizace areálu. Klášter byl zrušen Josefem II. roku 1785 za posledního opata Bohumíra Bylanského, za jehož působnosti vznikla bohatá výzdoba nástěnných maleb a oltář byl osazen detaily z dílny sochaře Jakuba Eberleho. Po zrušení byly budovy kláštera využívány pro různé průmyslové provozy (např. slévárna a strojírna Petra Steffense). Průmyslové aktivity, které poškodily řadu budov, utichly v roce 1909 a budovy kláštera se začaly rekonstruovat.
V roce 1940 za Protektorátu byl klášter zabaven gestapem a po válce pak zkonfiskován z moci Lex Schwarzenberg. Roku 1944 zde byly na příkaz ministerstva školství umístěny fondy řady vědeckých knihoven, mezi nimi i Královské české společnosti nauk a České akademie věd a umění. Od roku 1945 je klášter přístupný veřejnosti. Je zde instalována výstava o životě mnichů a jejich působení v jižních Čechách. Dnešní podoba budovy kláštera je výsledkem přestaveb v několika epochách, a tedy i v různých architektonických stylech.

## Filiace kláštera
Filiační řada zlatokorunského kláštera se v dějinách změnila dvakrát:
1. V letech 1263–1276 byla následovná: Cîteaux 1098 – klášter Morimond 1115 – klášter Heiligenkreuz 1133 – klášter Zlatá Koruna 1263.
2. Změna filiace kláštera po ztrátě babenberských držav na: klášter Cîteaux 1098 – klášter Morimond 1115 – klášter Ebrach 1127 – klášter Langheim 1133 – klášter Plasy 1144 – klášter Zlatá Koruna 1263.

Původní filiace se obnovila až roku 1400 za papeže Bonifáce IX.

## Klášterní statky
V držení kláštera bylo Boleticko a část Netolicka, dvě vinice v Rakousku, dům v Praze, dále právo osvobození od cel a mýt na Dunaji i suchozemských cestách. K tomu rájovská rychta. Samotný klášter byl umístěn v nejvýchodnějším cípu svých držav. Jeho poloha – na poloostrově, který je vytvořen meandrem Vltavy – odpovídala řádovým pravidlům.

## Popis

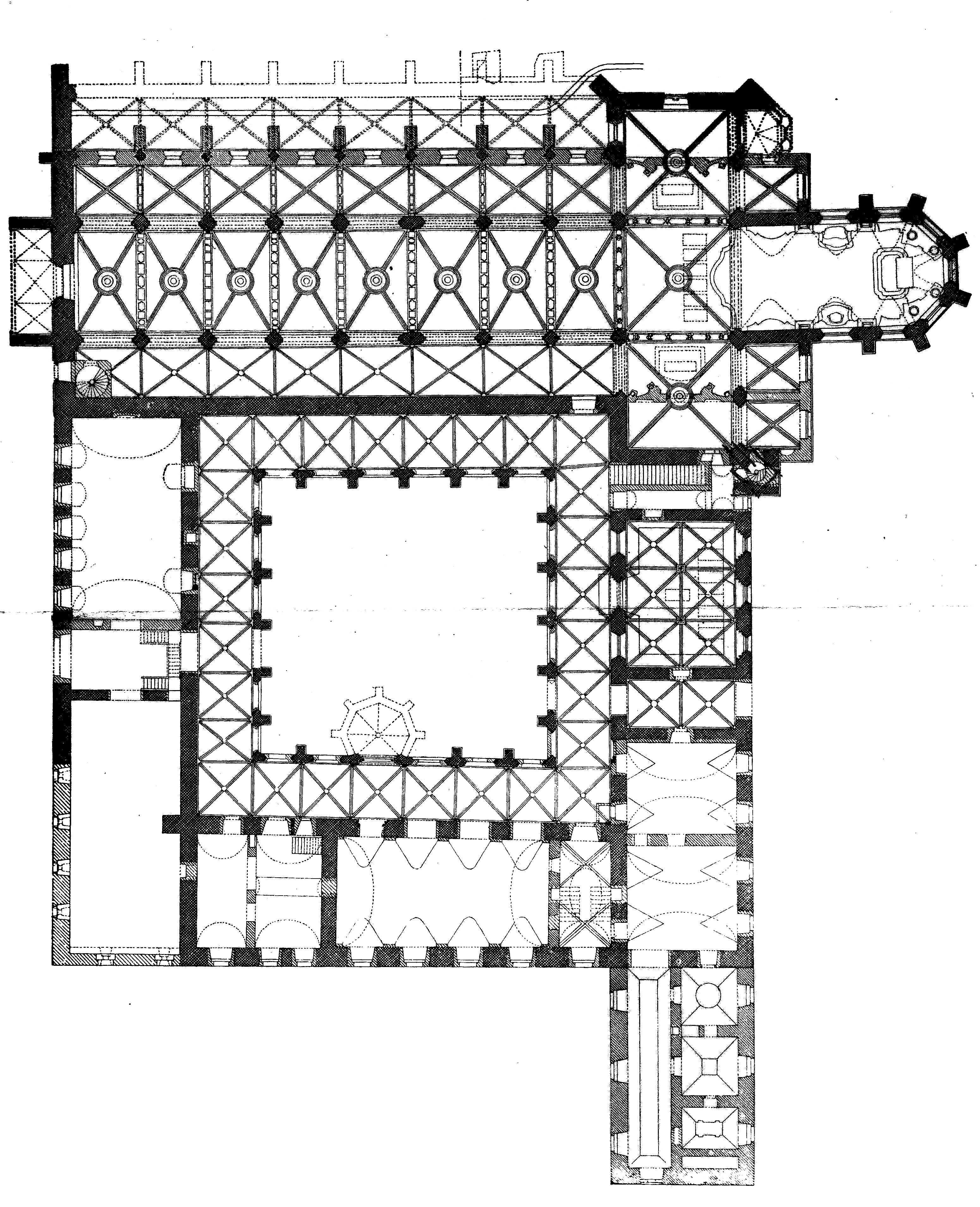
Půdorys starého konventu s kostelem

Klášterní komplex byl vybudován na nevysokém ostrohu obtékaném Vltavou. Ohrazený areál zahrnuje klášterní kostel Nanebevzetí Panny Marie se starým konventem, kapli Andělů strážných s novým konventem a u brány bývalý farní kostel sv. Markéty pro obyvatele vesnice.
Klášterní kostel je gotická trojlodní bazilika s příčnou lodí. Kněžiště s chórovými kaplemi a příčná loď pocházejí z doby kolem 1300, trojlodí se západním portálem bylo postaveno přibližně mezi lety 1340–1370. Kostel byl upraven barokně, kdy byly obnoveny chórové kaple a ubourána čtvrtá loď na severní straně chrámu. Kostel není orientovaný, jeho kněžiště směřuje k severoseverovýchodu (v souladu s řádovými pravidly sleduje směr přilehlého vodního roku).
Trojkřídlý patrový konvent byl postaven ve stejné době jako přilehlý kostel. Křížová chodba je zaklenutá gotickou křížovou klenbou doplněnou rokokovými štukaturami a malbami. Kapitulní síň je členěna dvěma štíhlými osmibokými pilíři s vyžlabením a zakončenými hlavicí. Z nich vybíhá osm žeber hruškovitého tvaru. Žebra se protínají v hladkých svornících a sbíhají na konzoly, které nemají jednotný tvar. Klenební konzoly v obvodových zdech nejsou jednotné. V kapitulní síni můžeme vidět i patrovou konzolu. Spodní část konzoly vypadá jako obrácený jehlanec. Horní část konzoly je rozdělena do dílců odpovídajících počtu nesených žeber. V některých rozích kapitulní síně jsou konzoly s motivem maskaronů vytesány ze žuly. Nad vchodem se nachází v štuku provedený klášterní erb. Na klenbě v zeleném odstínu uprostřed rokokového ornamentu je alegorie. Na severní straně jsou tři vysoká lomená okna a vstup do klášterního ambitu.
Kaple sv. Andělů Strážných je velká gotická dvoupatrová kaple s vnitřními prostorami klenutými křížovou klenbou.

## Návštěvnost
| Rok  | Počet návštěvníků |
| ---- | ----------------- |
| 2012 | 20 652            |
| 2013 | 30 787            |
| 2014 | 25 704            |
| 2015 | 21 341            |
| 2016 | 27 047            |
| 2017 | 23 131            |
| 2018 | 22 847            |
| 2019 | 22 014            |
| 2020 | 17 610            |
| 2021 | 13 130            |
| 2022 | 25 035            |

## Galerie

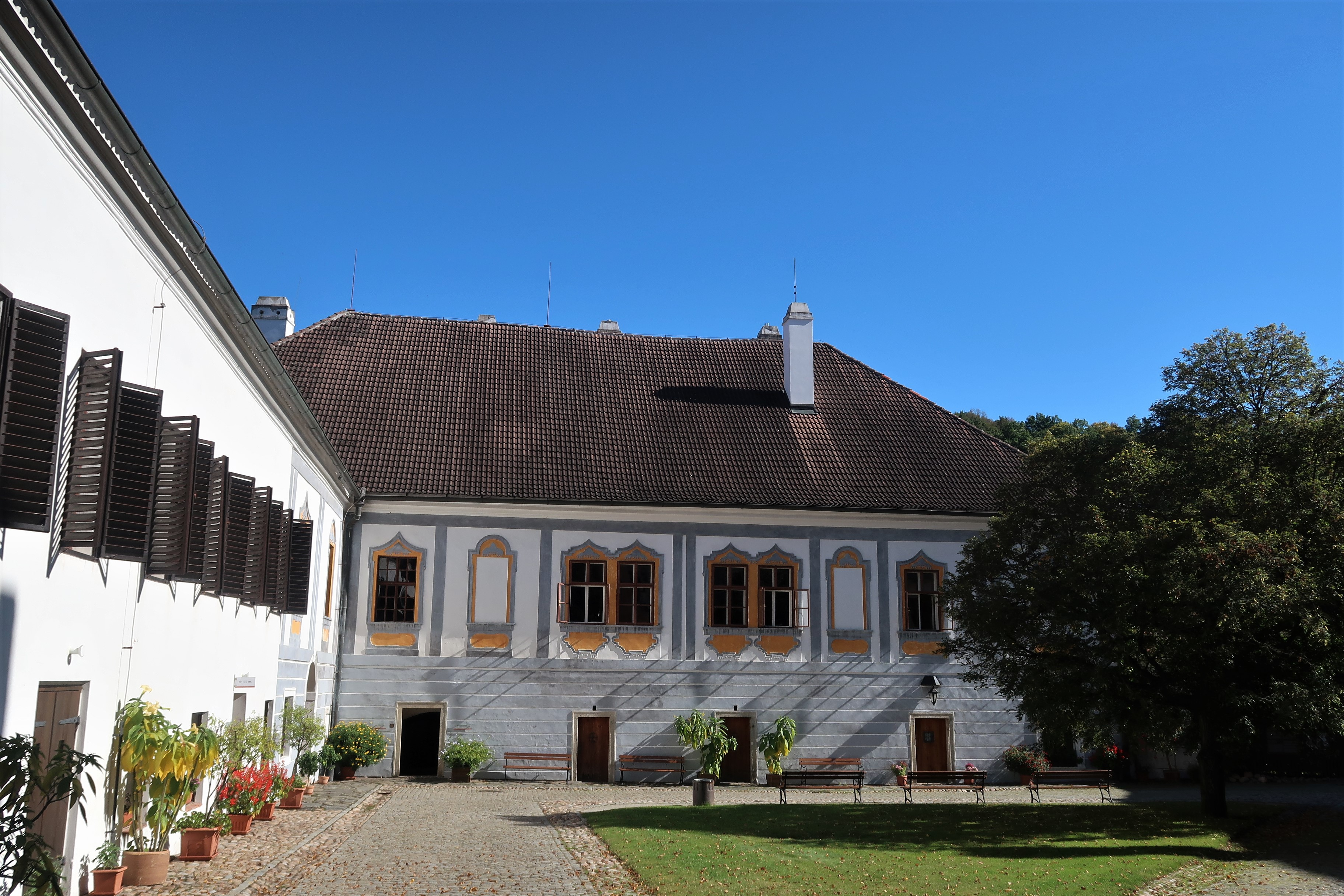
Opatský dům na nádvoří kláštera
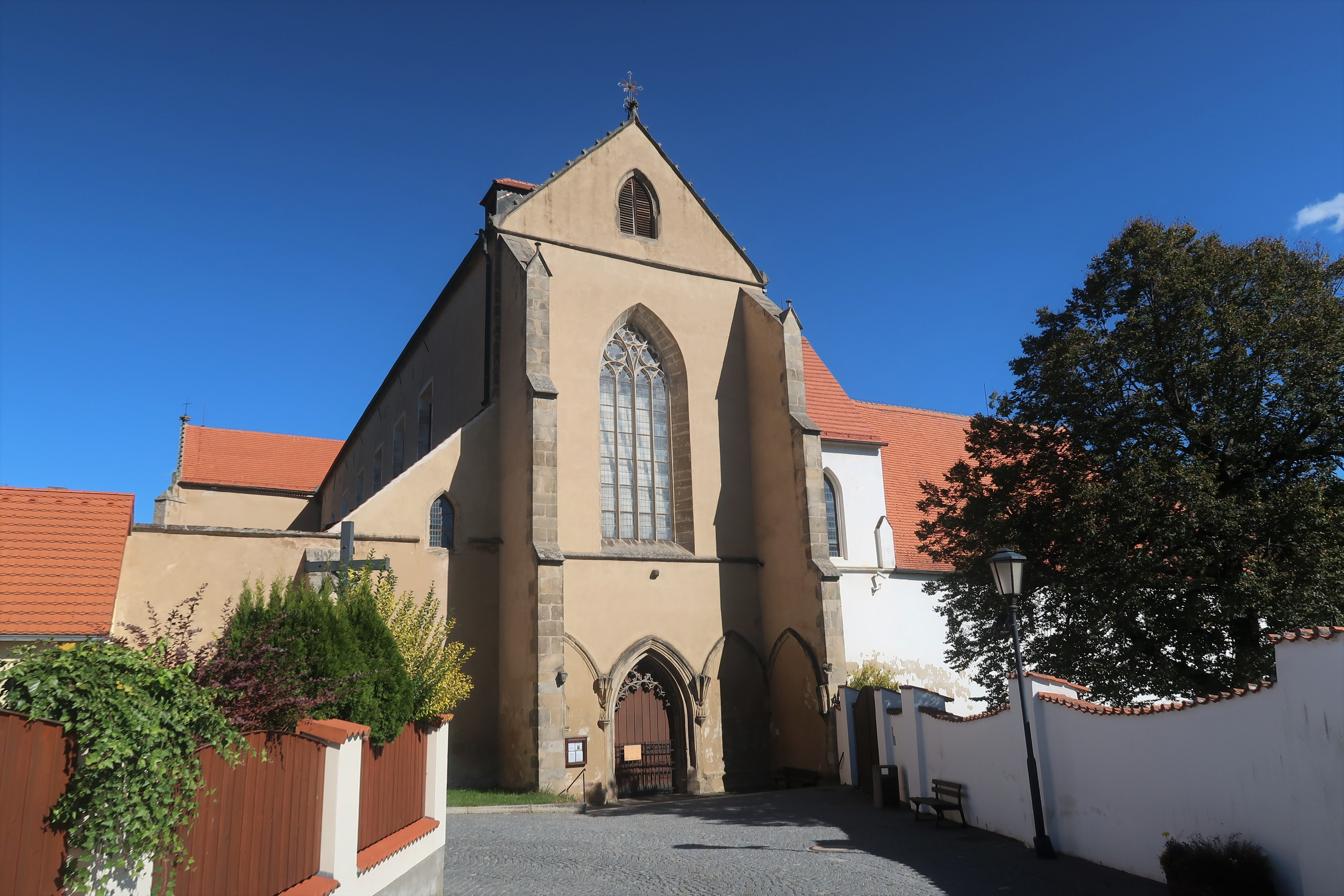
Klášterní kostel Nanebevzetí Panny Marie
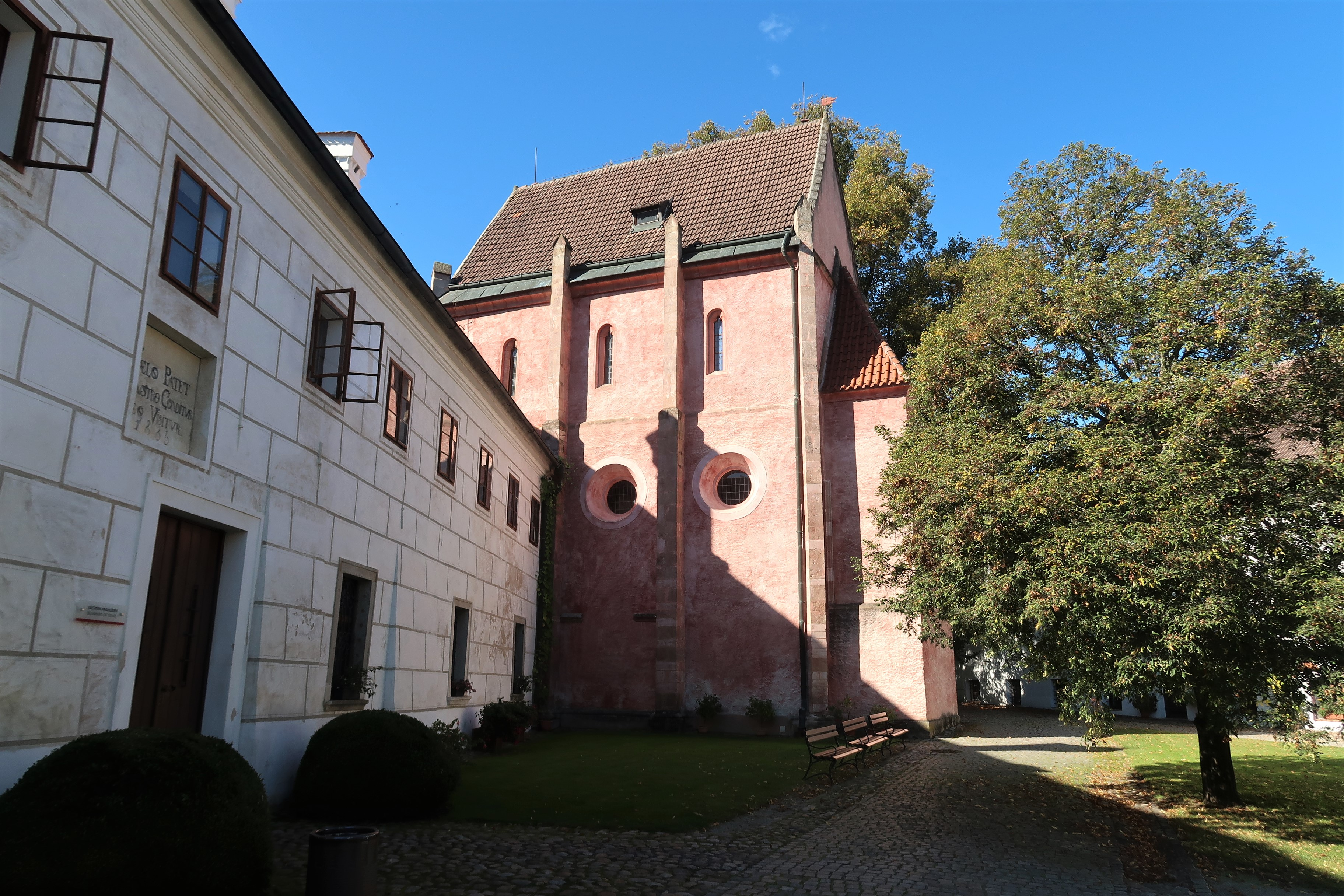
Kaple Andělů strážných
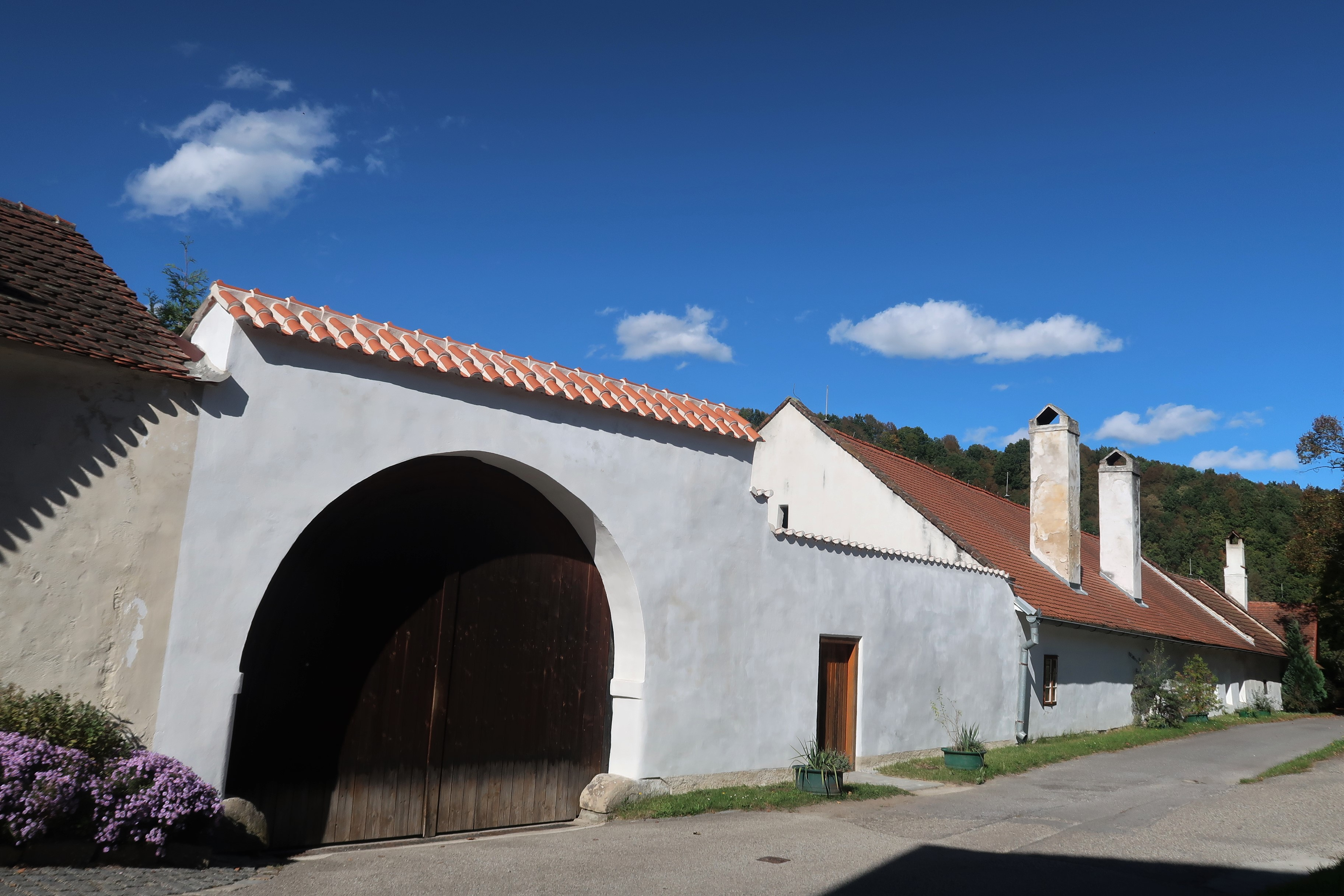
Hospodářské budovy kláštera
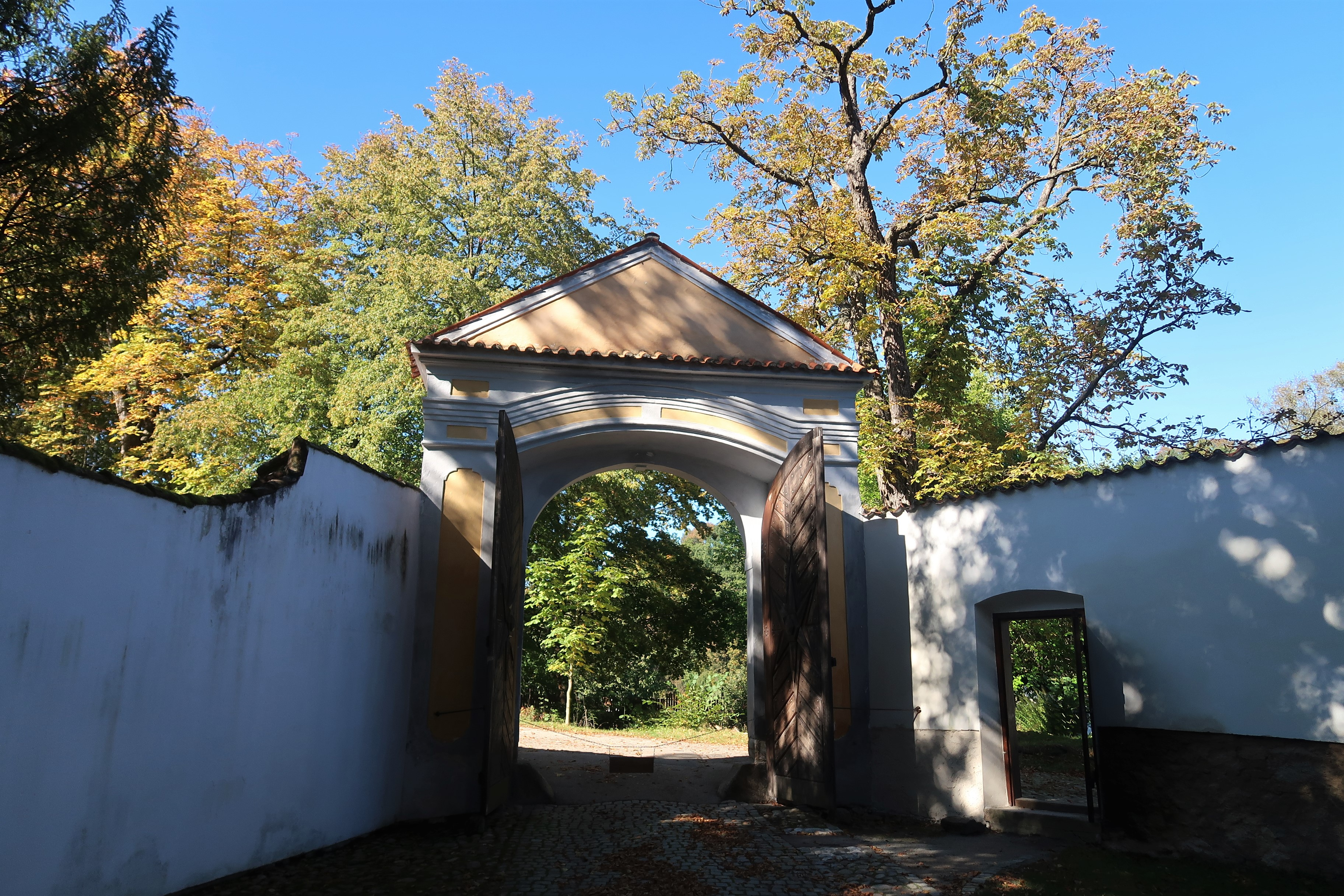
Brána na nádvoří kláštera před opatským domem

#### Prameny
- Das Todtenbuch des Cistercienserstiftes Goldenkron in Böhmen, ed. V. Schmidt, Studien und Mitteilungen aus dem Benediktiner und Cistercienser Orden 6, 1885.
- Nachträge zum Artikel: Das Todtenbuch des Cistercienserstiftes Goldenkron in Böhmen, ed. V. Schmidt, Studien und Mitteilungen aus dem Benediktiner und Cistercienser Orden 7, 1886.
- Nekrologium Zlatokorunské, ed. J. Emler, Věstník královské společnosti nauk 1888.
- Urkundenbuch des Cistercienstiftes Goldenkron in Böhmen, ed. M. Pangerl, Fontes rerum Austriacarum XXVII, Wien 1872.